# 小行星14739
小行星14739（14739 Edgarchavez）是一颗绕太阳运转的小行星，为主小行星带小行星。该小行星于2000年3月发现。

## 轨道参数
小行星14739的轨道半长轴为447 392 832 km（2.9905938 UA），离心率为0.117。